# دیان بوی دویت
دیان بوی دویت (به انگلیسی: Diane Bui Duyet) (زادهٔ ۲۲ دسامبر ۱۹۷۹) شناگر اهل فرانسه است.